# قلي خفيف

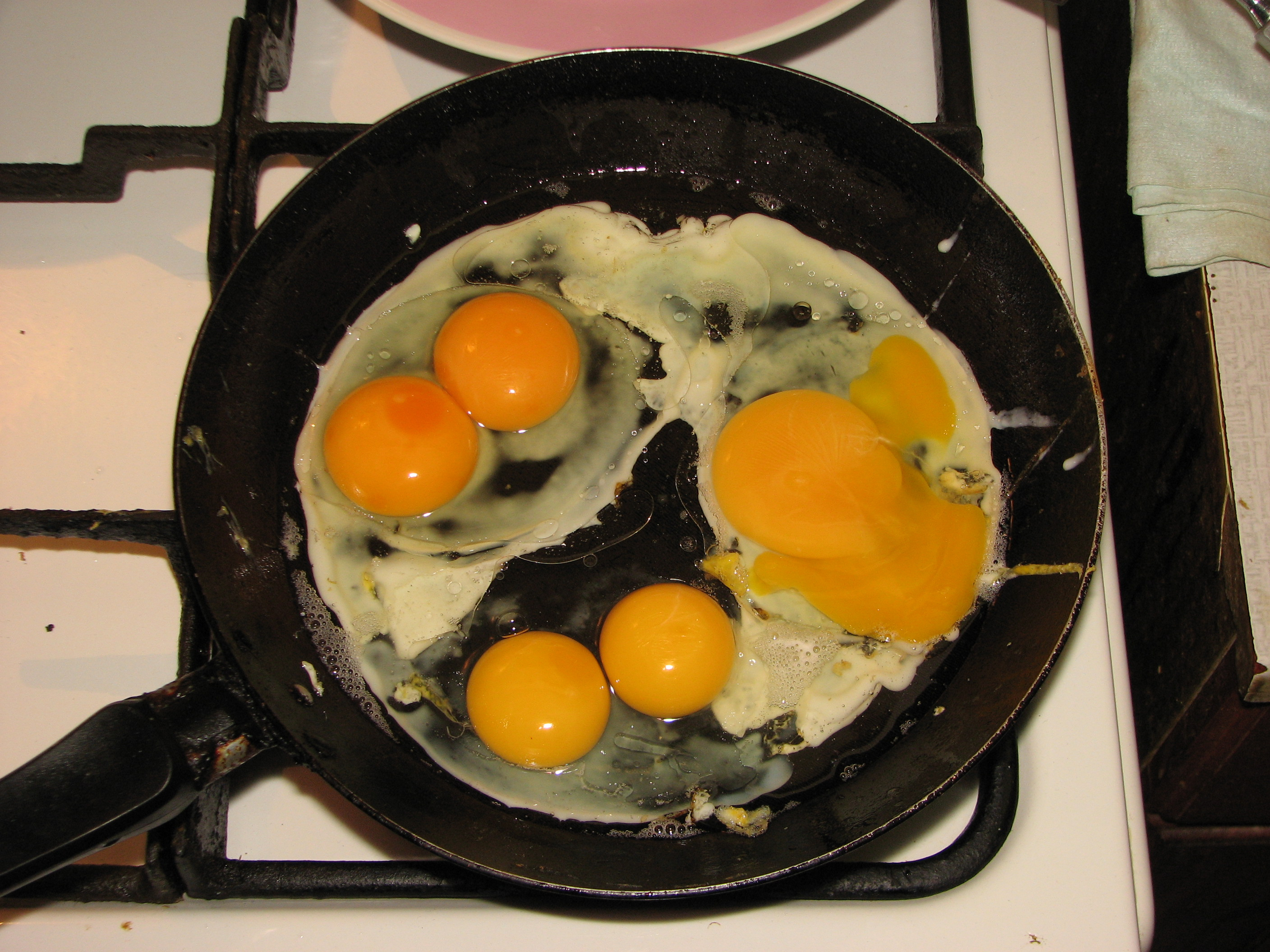
بيض أثناء قليه قلياً خفيفاً.

القلي الخفيف أو القلي اللطيف أو القلي منخفض الحرارة هو أسلوب طهو يعتمد على الزيت أو الدهن منخفض الحرارة لتحضير وطبخ الأطعمة الهشة أو النشوية. كما يُستعمل القلي الخفيف لتحضير البيض المقلي، وكذلك للأسماك الصغيرة أو قطع اللحم الرقيقة كالسجق، ويُستعمل كخطوة أولى في تحضير البطاطا المقلية.

## فوائد
يُساعد القلي منخفض الحرارة على إذابة الشحوم أو الزيوت كالزبدة، ويُستعمل عند الرغبة في إبقاء النكهات كنكهة زيت الزيتون. الزيوت شديدة الحرارة قد تُنتج مركبات مسرطنة أو ضارّة بالصّحة.
في الأغذية النشوية، الطهو بأسلوب القلي منخفض الحرارة يُعطي النشا في الأطعمة فرصة للكرملة، مما يُعطى نتاجاً حلواً. وفي الأطعمة الهشة والخفيفة كالبيض، القلي اللطيف يساعد الطعام على التماسك ويمنعه من التقطع إرباً.

## مساوئ
عند القلي العميق، الحرارة المنخفضة قد تزيد من  امتصاص الدهون بصورة ملحوظة. وعلاوة على ذلك فإن القلي منخفض الحرارة قد لا يقتل الميكروبات المتواجدة في بعض أنواع اللحوم النيئة.